# Abdalá Ozman
Abdalá Ozman –en árabe, عبد الله عثمان– (nacido el 30 de noviembre de 1997) es un deportista egipcio que compite en judo. Ganó una medalla de bronce en los Juegos Panafricanos de 2019 en la categoría de –81 kg.

## Palmarés internacional
| Juegos Panafricanos | Juegos Panafricanos | Juegos Panafricanos | Juegos Panafricanos |
| Año                 | Lugar               | Medalla             | Categoría           |
| ------------------- | ------------------- | ------------------- | ------------------- |
| 2019                | Rabat (Marruecos)   | Medalla de bronce   | –81 kg              |